# Medaile za obranu 1940–1945
Medaile za obranu 1940–1945 (norsky Deltagermedaljen 9. april 1940–8. mai 1945) je norské vyznamenání založené roku 1945. Udílena je civilistům i vojákům za účast v bojích proti německé invazi a okupaci Norska v letech 1940 až 1945. V hierarchii norských vyznamenání se nachází na 23. místě.

## Historie
Medaile byla založena dne 19. září 1945. Udílena byla za druhé světové války norským i spojeneckým vojákům za účast v bojích o Norsko a/nebo za zranění. Udílena byla od roku 1945 do 50. let 20. století. Jelikož však úřady nebyly schopné určit, kdo je k obdržení medaile způsobilý, musel každý účastník bitvy o Norsko předložit formulář se žádostí o udělení tohoto vyznamenání.
Zpočátku neměla být medaile udílena námořníkům obchodního loďstva. Na základě kritiky, že se norským námořníkům, kteří se během druhé světové války plavili s obchodním námořnictvem, nedostalo cti, kterou si zaslouží, bylo udílení medaile v roce 1979 obnoveno. Kvůli tomu byla změněna kritéria pro udílení tohoto vyznamenání, kdy k nim byla přidána možnost služby po dobu čtyř měsíců na lodích společnosti Nortraship. V roce 1981 bylo obnoveno udílení těchto ocenění příslušníkům norského námořnictva. V roce 1985 byla zahájena z iniciativy norských ozbrojených sil práce na hledání osob, které byly kvalifikovány pro získání této medaile, avšak ji do té doby neobdržely.
Tato medaile byla udílena velmi často. V roce 1950 se uvádělo, že byla udělena v 80 000–100 000 případech. Udílení medaile pokračovalo i nadále a její udílení nebylo zatím ukončeno. Například v roce 2013 bylo uděleno 17 medailí, v roce 2014 čtyři medaile a v roce 2015 jich bylo uděleno 89.
Medaile byla vyrobena v poválečném období zlatnickou společnosti J. Tostrup v Oslu. Novější edice byly vyrobeny jinými společnostmi.

## Pravidla udílení
Medaile mohla být udělena v následujících případech:
- norským i spojeneckým vojákům, kteří se účastnili války v Norsku v roce 1940 po dobu nejméně 5 dnů
- civilisté, kteří během války v Norsku v roce 1940 úzce spolupracovali s vojenskými silami, např. zaměstnanci železnice, telegrafisté atd., kteří sloužili nejméně po dobu 5 dní
- příslušníci norských ozbrojených sil sloužící mimo Norsko po dobu nejméně 4 měsíců, pokud však jedinec patřil k jednotkám či posádce plavidla, které se v době osvobození přesunuly do Norska, nebylo nutné kritérium 4 měsíců dodržet
- spojenečtí vojáci, kteří se podíleli na osvobozovacích bojích Norska po dobu nejméně 1 měsíce
- příslušníci domácích sil, kteří před 8. květnem 1945 sloužili po dobu nejméně 4 měsíců
- příslušníci obchodního námořnictva, kteří před 8. květnem 1945 sloužili po dobu nejméně 4 měsíců na lodích společnosti Nortraship

Předpokladem bylo, že každý kdo tuto medaili obdržel, prokázal během okupace dobrý pronárodní přístup.

## Popis medaile
Medaile kulatého tvaru o průměru 33 mm je vyrobena z bronzu. Na přední straně je státní znak Norska obklopený nápisem 9 APRIL 1940 • 8 MAI 1945. Na zadní straně jsou tři vlajky – královská, obchodní a válečná. Na nich je úzký pruh s nápisem DELTAGER I KAMPEN.
Stuha široká 32 mm sestává ze širokého bílého pruhu lemovaného na obou okrajích červeným pruhem širokým 8 mm. Bílým pruhem prochází dva modré proužky široké 2 mm. V případě, že příjemce vyznamenání splňoval podmínky i pro udělení vyznamenání kromě účasti na bitvách v Norsku v roce 1940 i za pozdější službu v norských vojenských silách v zahraničí či ve vlasti, je stuha doplněna rozetou.